# Сеги, Челина
Челина Сеги (итал. Celina Seghi; 6 марта 1920, Абетоне, Тоскана — 27 июля 2022, Пистоя, Тоскана) — итальянская горнолыжница, многократная чемпионка Италии, участница двух зимних Олимпиад (1948, 1952).

## Биография

### Спортивная карьера
Дебютировала на взрослом уровне в 1934 году и завоевала бронзовую медаль на чемпионате страны.
Спустя три года, в 1937 году в возрасте 16 лет стала трёхкратной чемпионкой Италии, завоевав три медали в трёх дисциплинах (скоростной спуск, слалом, двоеборье). Свой результат она повторяла в 1941, 1943 и 1946 года, когда она завоёвывала по три золотые медали в каждой дисциплине, всего за карьеру она была чемпионкой страны 25 раз, а также 7 раз серебряным и 5 раз бронзовым призёром.
Участвовала на двух зимних Олимпиадах ОИ-1948 и ОИ-1952, но медалей не завоёвывала, занимая три раза 4-е место. Завершила карьеру незадолго до ОИ-1956 в возрасте 35 лет.

### Смерть
Скончалась 27 июля 2022 года в Пистое на 103-м году жизни.